# نينجا-كون: ماجو نو بوكين
نينجا-كون: ماجو نو بوكين (باليابانية: 忍者くん魔城の冒険)، هي لعبة فيديو يابانية، وهي الجزء الأول من سلسلة نينجا-كون، صدرت في الأسواق سنة 1984 بالأسواق اليابانية فقط، وتعمل على منصتي نينتندو إنترتينمنت سيستم وصالة الآركيد، تم إعادة الإصدار على منصتي وي، وبلاي ستيشن 4، وهي متاحة في مناطق آسيا، أوروبا وأمريكا الشمالية، وصدرت الجزء الثاني والأخير سنة 1987 تحت عنوان نينجا-كون: أشورا نو شو ( 忍者くん阿修羅の章 )، وتسمى في الإصدار الغربي نينجا كيد 2 (Ninja Kid II).

## هدف اللعبة
تهدف اللعبة بأن يقوم النينجا يرتدي الزي الأحمر بقتل الخصوم في كل مرحلة، وعليه تفادي رمي الأعداء بالأدوات كالقنابل وغيره.